# Flossie Wong-Staal
Flossie Wong-Staal (rozená Wong Yee Ching, čínsky: 黄以静; pinyin: Huáng Yǐjìng; 27. srpna 1946 – 8. července 2020) byla čínsko-americká viroložka a molekulární bioložka.
Byla první vědkyní, která klonovala HIV (Human Immunodeficiency Virus, česky virus lidské imunitní nedostatečnosti)) a určila funkci jeho genů. To byl významný krok při dokazování, že HIV je příčinou AIDS (Acquired Immune Deficiency Syndrome, česky syndrom získaného selhání imunity).
V letech 1990 až 2002 byla vedoucí katedry výzkumu AIDS Florence Riford na Kalifornské univerzitě v San Diegu (University of California, San Diego - UCSD).
Byla spoluzakladatelkou a později hlavní vědeckou pracovnicí společnosti Immusol, která byla v roce 2007 přejmenována na iTherX Pharmaceuticals. Zabývala se vývojem léčiv zaměřených na hepatitidu C a pracovala tam jako hlavní vědecká pracovnice.

## Mládí a vzdělání
Flossie se narodila jako Wong Yee Ching v Kantonu v Číně v roce 1946. Narodila se jako třetí dítě a vyrůstala se dvěma bratry a sestrou. V roce 1952 byla její rodina mezi mnoha čínskými občany, kteří uprchli do Hongkongu po komunistické revoluci. Během svého pobytu v Hongkongu navštěvovala Maryknoll Convent School, kde vynikala v chemii a biologii. Její rodiče podporovali její zájem o vědu a učitelé ji doporučovali studovat ve Spojených státech. Právě kvůli studiu v cizině si změnila jméno na Flossie, což je název tajfunu v jihovýchodní Asii.
V 18 letech opustila Hongkong, odstěhovala se do USA a začala navštěvovat Kalifornskou univerzitu v San Diegu.Absolvovala s vyznamenáním za pouhé tři roky. Po získání bakalářského titulu z bakteriologie získala v roce 1972 titul Ph.D. z molekulární biologie na Kalifornské univerzitě v Los Angeles (UCLA). Postdoktorandskou práci prováděla na Kalifornské univerzitě v San Diegu a tam také dál pokračovala ve výzkumu až do roku 1973.

## Výzkum

### Klonování HIV

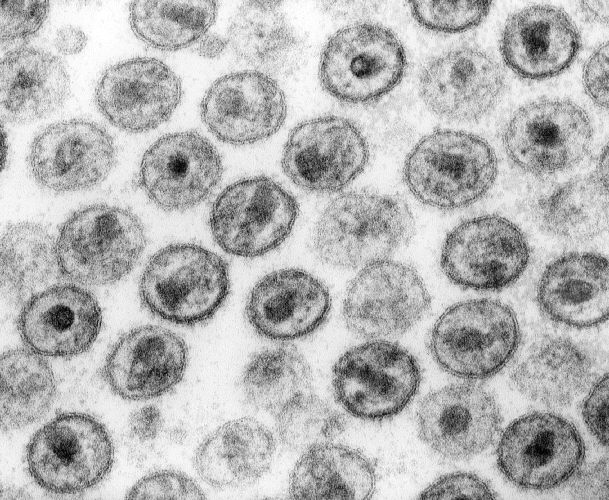
Mikrofotografie viru HIV

V roce 1973 se přestěhovala do Bethesdy v Marylandu, kde začala pracovat pro Roberta Charlese Gallo (vůdčí osobnost ve výzkumu HIV) v National Cancer Institute (NCI, česky Národní institut pro rakovinu).
V institutu začala Flossie svůj výzkum retrovirů. O dva roky později se stala prvním výzkumníkem, který klonoval HIV. Dokončila také genetické mapování viru, které umožnilo vyvinout testy na HIV. To vedlo k první genetické mapě viru, která pomohla při vývoji krevních testů na HIV.

### Lidské retroviry
Po roce 1970 Flossie spolu s doktorem Gallo provedla výzkum lidského retroviru Human T-Lymphotropic Virus (HTLV - lidský dospělý T-buněčný lymfom). Dokázala, že je původcem buněčné leukémie.
Její tým konkrétně studoval molekulární virologii HTLV-1 a zkoumal jeho transkripční aktivátory a posttranslační regulátory. Tento výzkum byl velmi významný pro studium lidských retrovirů, protože dříve bylo zpochybňováno, že retroviry mohou způsobit lidské onemocnění.

### Výzkum AIDS

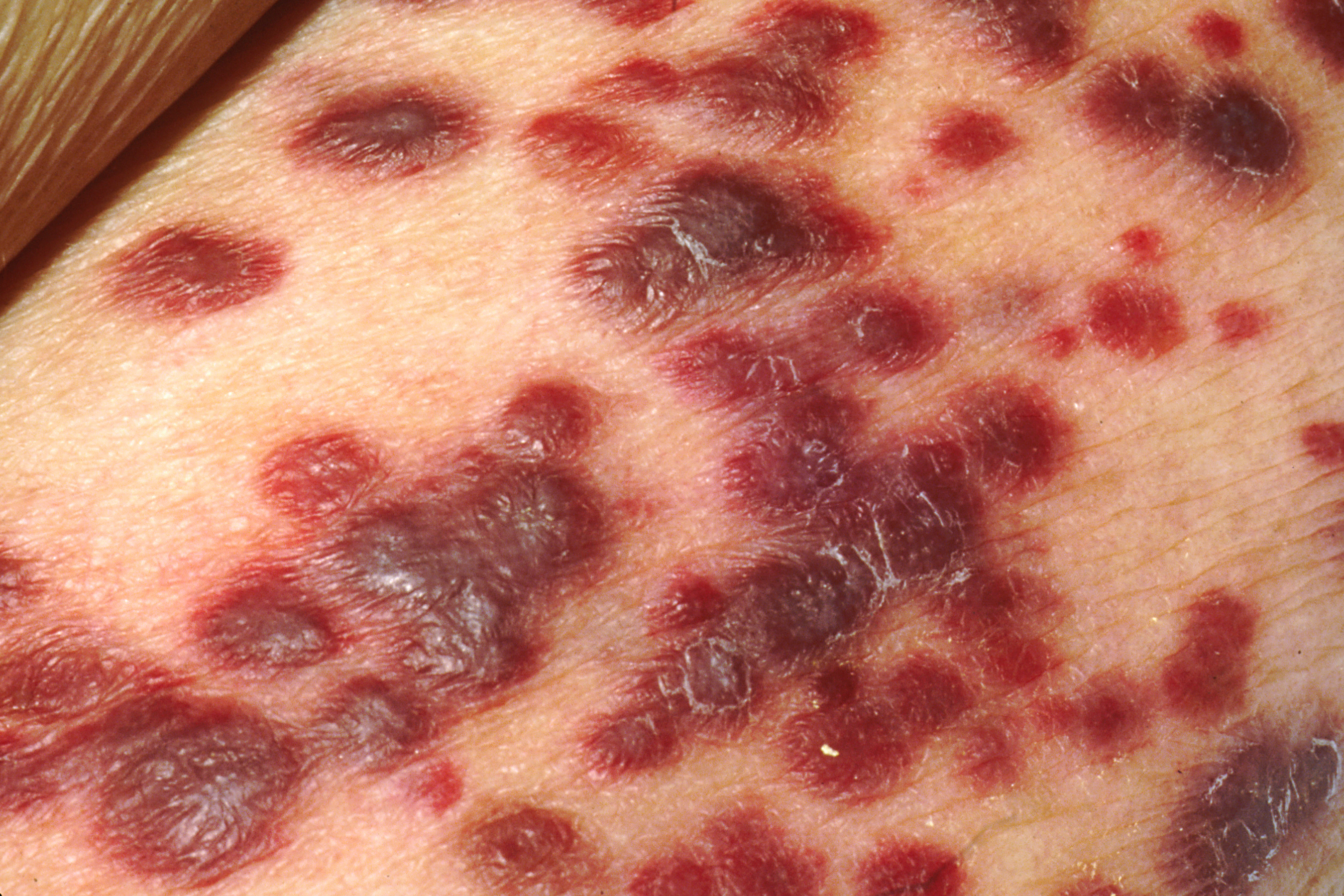
Kaposiho sarkom u pacienta s AIDS

V roce 1990 Flossie přešla na Kalifornskou univerzitu v San Diegu (UCSD). Založila zde Centrum pro výzkum AIDS a pokračovala ve své práci na HIV/AIDS. Její výzkum se zaměřil na genovou terapii pomocí ribozymu (molekulárního nože) k potlačení HIV v kmenových buňkách.
V roce 1990 tým výzkumníků vedený Flossií studoval účinky proteinu Tat ve virovém kmeni HIV-1 na růst buněk nalezených v lézích Kaposiho sarkomu (KS). Ty se běžně vyskytují u pacientů s AIDS. Flossie použila typ buněčné analýzy známý jako radioimunoprecipitace, aby detekovala přítomnost lézí KS v buňkách s různým množstvím proteinu Tat. Výsledky těchto testů ukázaly, že množství proteinu Tat v buňce infikované HIV-1 je úměrný k množství lézí KS, které pacient má. Tato zjištění byla zásadní pro vývoj nových léčebných postupů pro pacienty s HIV/AIDS, kteří trpí těmito nebezpečnými lézemi.

## Ocenění

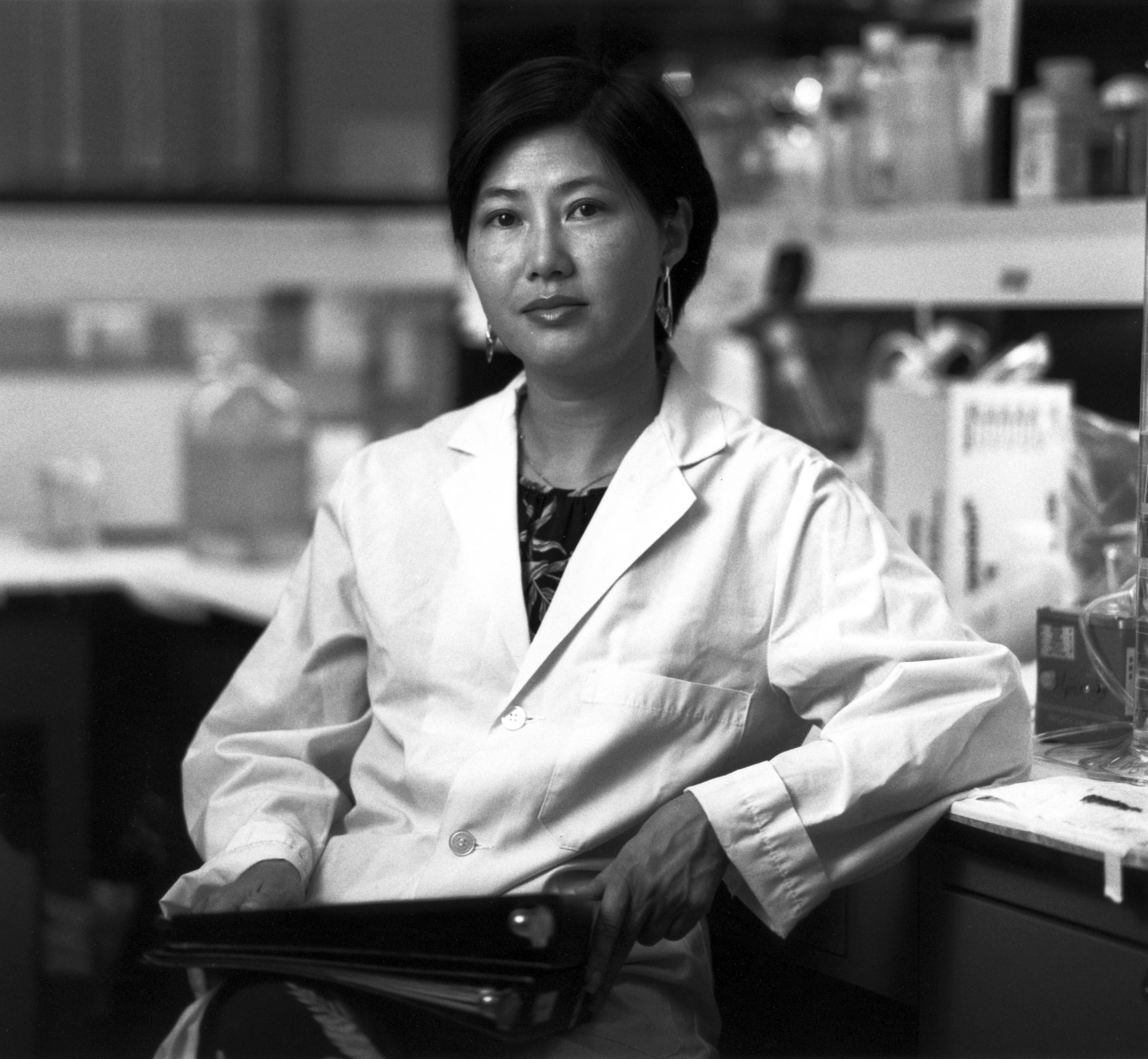
Flossie Wong-Staal ve své laboratoři

- Flossie Wong-Staal ve své laboratořiV roce 1980 ji za příspěvky k vědě jmenoval Institut pro vědecké informace "nejlepší vědkyní roku 1980".
- V roce 1994 byla Flossie jmenována předsedou nově vytvořeného Centra pro výzkum AIDS UCSD.  Ve stejném roce byla zvolena do Lékařského institutu U.S. National Academies.
- V roce 2002 časopis Discover jmenoval Flossii jednou z padesáti "nejpozoruhodnějších vědkyň".
- V roce 2007 deník The Daily Telegraph označil Flossii za "100 nejlepších žijících géniů".
- V roce 2019 byla uvedena do Národní ženské síně slávy.

## Osobní život
V roce 1971 se provdala za spolužáka onkologa Stephena P. Staala. Měli dvě dcery Stephanii a Carolinu Vega, které jim daly čtyři vnoučata. V roce 1990 se rozvedli.
Flossie se později znovu provdala za neurologa Jeffreyho McKelvyho, se kterým založila biofarmaceutickou společnost Immusol. Bylo to v roce 2002 a hlavním cílem společnosti bylo zlepšit léky na hepatitidu C. Později Flossie převedla Immusol na terapeutické zaměření a přejmenovala ji na iTherX Pharmaceuticals.
Zemřela 8. července 2020 ve věku 73 let v Jacobs Medical Center v La Jolla na komplikace způsobené zápalem plic.